# Liviu Comes
Liviu Comes (* 13. Dezember 1918 in Șerel, Kreis Hunedoara; † 28. September 2004, Iași) war ein rumänischer Komponist.
Comes studierte von 1927 bis 1937 am Städtischen Konservatorium von Târgu Mureș, danach am Konservatorium von Cluj-Napoca, wo Sigismund Toduță (Komposition), Iuliu Mureșianu (Orchestration), Antonin Ciolan (Dirigieren) und Ana Voileanu-Nicoară (Klavier) zu seinen Lehrern zählten. Daneben studierte er von 1937 bis 1943 Medizin und besuchte Vorlesungen in Philosophie bei Dumitru D. Roșca und in Kulturphilosophie bei Lucian Blaga.
Von 1950 bis 1969 wirkte er am Konservatorium von Cluj-Napoca. Er unterrichtete hier Haromielehre, Kontrapunkt und Formenlehre und war seit 1963 Vizekanzler, seit 1965 Kanzler des Konservatoriums. Ab 1970 war er Professor für Kontrapunkt und Fuge am Konservatorium von Bukarest, dessen Vizekanzler er von 1971 bis 1981 war. Zwischen 1977 und 1990 war er außerdem Sekretär der Sektion für Musikdidaktik und Kinder der Rumänischen Komponistenunion.
Neben musikpädagogischen Werken für Kinder komponierte Comes unter anderem Kammermusik (ein Streichquartett, Sonaten, Stücke für Viola, Flöte), Oratorien und Kantaten, sinfonische Werke (Mica serenadă für Streichorchester, 1980), Chorwerke und andere Vokalmusik.